# Salvia jamzadii
Salvia jamzadii là một loài thực vật có hoa trong họ Hoa môi. Loài này được Mozaff. miêu tả khoa học đầu tiên năm 1991.